# Зірочки новоасканійські
Зірочки новоасканійські (Gagea novoascanica) — вид рослин із родини лілієвих (Liliaceae), ендемік України.

## Біоморфологічна характеристика
Це багаторічна трава 6–20 см заввишки. Квітконіжки 1–5.5 см завдовжки, густо (або розсіяно) запушені довгими звивистими волосками. Приквіткових листочків 2–8, найнижчий 2.5–12 см завдовжки, на краях волохато (або майже павутинисто) війчастий. Період цвітіння: березень — квітень.

## Середовище проживання
Ендемік України.
В Україні вид зростає у степових зниженнях — на півдні Степу (Асканія-Нова).